# إنسان بعمر 250 سنة
إنسان بعمر 250 سنة هو کتاب ألفه علي الخامنئي المرشد الأعلى للثورة الإسلامية في إيران. الكتاب عبارة عن مجموعة من المحاضرات والدراسات التي ألقاها ودوّنها خامنئي في سيرة الأئمة الشیعة، طبع الکتاب في جمعية المعارف الإسلامية الثقافية سنة 2013م . ثم تَرجم إلی العربية وطبع في مركز نون للتأليف والترجمة.

## خصوصیات الکتاب
الكتاب الحاضر، قبل أن يكون كتاباً تاريخياً صرفاً، هو متن تحليلي تاريخي؛ يتضمّن بالإضافة إلى السرد والشرح التاريخي لوقائع من حياة النبي(ص) والأئمّة الشيعة، طرحٌ وبيان رؤية تحليلة كلّية لحياة كل الأئمّة الشيعة بالنظر إلى المسار التاريخي لمرحلة إمامته، وفي إطار رؤية متكاملة ومترابطة مع باقي الأئمةالشيعة ، بحيث غدت سيرتهم الجهادية بمثابة عرض منسجم ومترابط لحركة واحدة متّصلة ومتواصلة نحو مقصد واحد وغرض مشخّص.

## محتوی الکتاب
وفي إطلالة سريعة على الكتاب، فهو يحتوي على مقدّمة وسبعة عشر فصلاً، تُستهلُّ بوقفة مع الحياة السياسيّة للرّسول. وقد خُصِّصت عشرة فصول للحديث عن الحياة السياسيّة لسائر الأئمة الشيعة بِمَن فيهم فاطمة الزهراء بنت رسول الإسلام محمد.
أما الفصل الأخير، فقد جاء للحديث عن المهدي. كما تضمّن الكتاب فصلاً عن مفهوم الإمامة، وعن زينب بنت علي والظروف السياسيّة والاجتماعية بعد شهادة الحسين بن علي، نهايات العصر الأموي، والجماعات السريّة.

## هدف الکتاب
هو يهدف بشكل أساسي إلى تكوين رؤيا واضحة عن الحياة السياسية للأئمةالشيعة ، وإلى تسليط الضوء والبحث عن عنصر الجهاد والمواجهة السياسية التي اتسمت بها حياتهم المباركة، والمقصد الحقيقي الذي كانوا يرمون الوصول إليه.

## اقتباس عنوان الکتاب
الفكرة المركزية التي تبتني عليها هذه الرؤية هي النظر إلى الأئمة الشيعة الأثنى عشر على أنّهم شخص واحد يحيى بأهداف واضحة ومحدّدة على المستوى المرحلي والاستراتيجي؛ و يسعى دون كلل أو ملل للوصول إلى هذه الأهداف، والتي هي نفسها أهداف هذا الدين الحنيف والرسالة المحمدية الأصيلة. وقد امتدت حياة هذا الإنسان على طول حياة الأئمة الشيعة الأثنى عشر، أي من سنة 11 للهجرة حتى عام 260 للهجرة، ليكون إنساناً بعمر 250 سنة، ومن هنا إقتبس عنوان هذا الكتاب؛ من كلمات القائد نفسها.

## ترجماته
ترجم إلى العديد من اللغات ومنها الإنجليزية، الفرنسية، اللغة الهوسية، العربیة.